# Ikaruga
Ikaruga (斑鳩町; Ikaruga-čó) je japonské město ležící v prefektuře Nara. Ve městě se nachází slavný starobylý buddhistický chrám Hórjúdži.
K 1. říjnu 2004 mělo město 28 214 obyvatel a zabíralo plochu 14,27 km².